# Hermannia marginata
Hermannia marginata är en malvaväxtart som först beskrevs av Porphir Kiril Nicolai Stepanowitsch Turczaninow, och fick sitt nu gällande namn av Neville Stuart Pillans. Hermannia marginata ingår i släktet Hermannia och familjen malvaväxter. Inga underarter finns listade i Catalogue of Life.